# تسویوشی مییایچی
تسویوشی مییایچی (انگلیسی: Tsuyoshi Miyaichi؛ زادهٔ ۱ ژوئن ۱۹۹۵) بازیکن فوتبال اهل ژاپن است.